# セント・メリーズ・インターナショナル・スクール
セント・メリーズ・インターナショナル・スクール（St. Mary's International School）は、東京都世田谷区瀬田にあるインターナショナル・スクール。
カトリック教会キリスト教教育修士会によって設立・運営されており、同会による聖光学院（神奈川県）や静岡聖光学院とは姉妹校の関係にある。

## 概要
1954年（昭和29年）に設立された男子校で、幼稚園、小学校、中学校、高等学校の課程がある。教育言語は英語であり、日本語は外国語の一つとして扱われている。
インターナショナル・スクールであるため、多国籍であり、約60カ国から集まった生徒が在籍しているが、国籍の数は毎年変動する。一方、首都圏にナショナル・スクールが存在する国（アメリカ人、イギリス人、フランス人等）の子弟の比率は低く、ナショナル・スクールの存在しないアジア、アフリカの子弟が多い。ただし、韓国系、中国系はそれぞれのナショナル・スクールが存在するものの、英語教育のためにセント・メリーズに通わせる場合が多い。
国際バカロレア資格認定校、WASC認定校、CIS（旧ECIS）認定校となっており、アイビー・リーグ加盟校・スタンフォード大学・海軍兵学校 (アメリカ合衆国)の他、文部科学省の大学入学資格認定によって、日本国内出願の門戸が広がったため、AO入試で慶應義塾大学への進学実績もある。
同じく、キリスト教教育修士会が設立した静岡聖光学院の3代目学校長レイモンド・ヅシャールムは、同修道会の修道士であり、セント・メリーズ・インターナショナル・スクールの小学校教諭であった。

## 沿革
- 1817年 - キリスト教教育修士会（学校法人聖マリア学園の母体）、フランスにて創立（現在、本部ローマ）
- 1954年 - セント・メリーズ・インターナショナル・スクールが、キリスト教教育修士会のカナダ支部により、港区に創立。当初は幼稚園と小学校のみ。港区のキャンパスには寄宿舎も建設。
- 1956年 - さゆり幼稚園（姉妹校）創立
- 1958年 - 聖光学院中学校（姉妹校）創立（中学校のみ）
- 1961年 - 聖光学院高等学校（姉妹校）創立（第一期生の高校進学に合わせて開設）
- 1969年 - 静岡聖光学院中学校（姉妹校）創立
- 1971年 - 生徒数の増加と大学進学課程充実のため、現在の世田谷キャンパスに移転。
- 1972年 - 静岡聖光学院高等学校（姉妹校）創立

## データ

### 交通
- 東急田園都市線・東急大井町線二子玉川駅下車、徒歩約10分
- 東急大井町線上野毛駅下車、徒歩約13分
- 低学年はスクールバスも利用可能

### 制服
- 制服あり。
- 幼稚園：グレーのズボン（長・短）、茶か黒の革靴（いずれも指定なし）、紺の指定ポロシャツ。
- 小学校：グレーのズボン（長・短）、茶か黒の革靴、白のワイシャツ（いずれも指定なし）。夏以外は、赤の無地ネクタイ（指定）が必須。セーターは色は自由（紺が推薦。無地で指定なし）で、着用は自由。中学卒業となる8年生まで校章入り紺のブレザーが必須。
- 中学校：グレーのズボン（長）、茶か黒の革靴、白のpワイシャツ（いずれも指定なし）。夏以外は、紺の無地ネクタイ（指定）が必須。紺のセーターか同様素材のウールベスト（指定なし）の着用は自由。8年生まで校章入り紺のブレザーが必須。
- 高校：中学校と同じ。ただし、最上級生の12年生は、無地ベージュのズボン（長）、無地の淡色のワイシャツ、自由な柄のネクタイ（いずれも指定なし）、自由な色の無地のセーターを着用できる。その他、運動部指定のレタージャケット（ジャンパー (衣服)）の着用が許可されている。

## 行事
- 日本の学校教育機関で開催されるような生徒主導型の文化祭は存在していない。下記の2大イベントは学校と保護者が主導。
- 音楽系部活動の発表は、コンサート形式で校内（年数回）で父兄を対象に開かれる他、国内外で一般大衆を対象に行われる。

### ビンゴ
毎年10月下旬の金曜日夜に開催され、生徒及び父兄が全校的に参加するビンゴ大会。父兄寄付の景品を用いて、ビンゴカード使用料を学校の収益金とする。

### カーニバル
毎年5月の第二土曜日に開催される、多国籍カーニバル。全校父兄が国別に分かれ、各国在日公館（大使館等）の協力を得て料理・物産品を販売するブースを開く。その他、小学生による遊戯ブース、高校合唱団や学生有志によるミニコンサート、豪華なくじ引き大会が提供される。父兄や生徒のみならず、近隣住民が集まる恒例の行事と化している。

## 部活動
- 本格的な部活動は、中学校と高校のみ。

### 運動部
- テニス、バスケットボール、野球、サッカー、水泳、陸上（春）、クロスカントリー競争（冬）、アマチュアレスリング

※主な種目は、関東平野に存在する外国人向けの学校機関が結成している「Kanto Plain Association of Secondary Schools」のリーグにて争われる。多くの種目にて同リーグを優勝し、上位リーグである、極東アジアに存在する外国人向けの学校機関が結成している「Far East Class AA」にも度々出場している。
※従来は、各在日米軍基地内に設置されている軍人子弟用学校がバスケットボールの強豪であり、同種目だけは弱かったが、近年追いついた。2001年、2002年、2009年は、「Kanto Plain」リーグを優勝したのみならず、上記「Far East Class AA」の優勝校になっている。
※水泳は、都内の女子校インターナショナルスクールである清泉インターナショナルスクール及び聖心インターナショナルスクールと連携し、「International Buccaneers」という男女合同チームを結成して参加している。
※日本の学校機関との交流試合も多い。
※同好会レベルでは、バドミントン、卓球、バレーボール等もある。

### 文化部
- 合唱（男声、男声選抜、他校との合同の混声ショー合唱）、バンド（ステージバンド、ジャズバンド）、ハンドベル、美術、ディベート、スピーチ、ドラマ（演劇）、ミュージカル、ブレインボウル（クイズ）、数学、チェス、オーケストラ、レオクラブ（社会奉仕）、ブースター（校内奉仕）、コンピュータ

※「Kanto Plain」リーグで競技が行われる種目では、全種目最大優勝回数。
※合唱・バンド・美術は、授業科目と部活動が合わさった形態である。
※Show Choir（舞踏付の混声合唱）は、女子校である清泉インターナショナルスクール及び聖心インターナショナルスクールと合同で合唱団を形成しており、セント・メリーズの音楽教諭2名が指導している。その他、一般合唱、ミュージカル、オーケストラも近隣の清泉インターナショナルスクールと合同で行われる場合が多い（年によっては聖心インターナショナルスクールも参加）。
※合唱団は著名で、リンカーン・センターをはじめ、各国の舞台でコンサートを行っている。歌手のジョン・健・ヌッツォやM-flo、ハモネプの青春アカペラ甲子園・全国ハモネプリーグ2010春で優勝したセンメ 等を輩出。Show Choirは、参加していた女子校のシルビア・グラブも輩出。

## 不祥事
設立以来、教員による性的虐待が生徒に対して繰り返されていたといわれている。被害者の経験に基づくドキュメンタリーも制作されている。

## 姉妹校（日本国内）
- 聖光学院中学校・高等学校
- 静岡聖光学院中学校・高等学校
- さゆり幼稚園

その他、世界各国にキリスト教教育修士会の系列姉妹校を多数擁する。

## 著名な出身者
- アーサー・ホーランド（プロテスタントの牧師）
- クリス・ペプラー（タレント、ナレーター）
- 鈴木エドワード（建築家）
- リチャード・ギルフォイル (元ジレット・ジャパン社長、コールマン・ジャパン社長)
- ポール・ギルフォイル (元キリン・トロピカーナ・ジャパン社長)
- ポール与那嶺 (日本IBM代表取締役社長)　(ハワイ出身の元プロ野球選手 与那嶺要 は父親)
- ポール・クォ (Paul Kuo)  (元クレディスイス銀行日本代表)
- マイケル富岡（DJ、タレント、俳優）
- 団野村（中退）（野球選手、スポーツ専門の交渉代理人）
- ケニー野村（野球選手、スポーツアドバイザー）
- 中島国章（プロ野球球団職員、国際スカウト）
- ジョン・健・ヌッツォ（テノール歌手）
- 桐島ローランド（写真家、マルチクリエイター、ファッションモデル）
- デレク・リー（一時在籍）（野球選手）
- VERBAL（M-flo）（MC (ヒップホップ)、音楽プロデューサー、デザイナー）
- ☆Taku（M-flo）（DJ、音楽プロデューサー）
- 吉田玲雄（ポータークラシック取締役、写真家、作家）
- 綱島シャルル（家具等のインダストリアルデザイナー）
- 堀田季何（俳人、歌人）
- ユアン（ファッションモデル、デザイナー）
- アルトゥール・アントゥネス・コインブラ・ジュニオール（サッカー選手、サッカークラブ社長）
- ジミーMackey（ファッションモデル）
- SPHERE of INFLUENCE（MC (ヒップホップ)、クリエイティブ・ディレクター）
- L-VOKAL（ヒップホップミュージシャン）
- GIORGIO 13（So'Fly）（MC (ヒップホップ)、プロデューサー、作詞家、作曲家）
- LEO今井（ミュージシャン）
- 原田慶太楼（オーケストラ指揮者）
- 宮沢氷魚 (俳優)
- じんぼぼんじ（ナレーター、構成作家）
- ダッレ カルボナーレ・ディーノ（モータージャーナリスト/写真家）
- 水沢ジュリアン・スィーヒ（舞台俳優）
- 村上大介(フィギュアスケート選手) （9歳まで在籍）
- 森本晋太郎（トンツカタン、お笑い芸人）
- ナム・ドヒョン（X1、K-POPアイドル、ラッパー）